# My Heaven
My Heaven  è un brano musicale della boy band sudcoreana Big Bang, pubblicato come primo singolo giapponese dalla YG Entertainment il 24 giugno 2009. Il brano è una versione in lingua giapponese del precedente 천국 (Heaven) dal loro EP Stand Up. Il singolo ha venduto 40 552 copie.

## Tracce
CD singolo
1. My Heaven - 3:51
2. Emotion - 3:19
3. My Heaven (Club mix) - 4:34

Durata totale: 11:43

## Classifiche
| Classifica (2009)           | Posizione più alta |
| --------------------------- | ------------------ |
| Oricon weekly singles       | 3                  |
| Circle Chart weekly singles | 81                 |